# Mérope (Pléiade)
Pour les articles homonymes, voir Mérope.
Dans la mythologie grecque, Mérope (en grec ancien : Μερόπη / Merópē), fille d'Atlas et de Pléioné, est l'une des sept Pléiades. Elle est la seule parmi ses sœurs à épouser un mortel, Sisyphe, dont elle a plusieurs fils.

## Famille

### Ascendance
Mérope est la fille du titan Atlas et de l'Océanide Pléioné. Cela fait d'elle la petite-fille de Japet ou Ouranos et de Thémis, Clymène ou Asia (suivant les versions) de par son père et d'Océan et de Téthys de par sa mère. Une version mineure par Hygin donne aussi les Pléiades comme les filles d'Atlas et de l'Océanide Éthra.
Elle a six sœurs avec lesquelles elle forme le groupe des Pléiades dont elle est la benjamine. Ces sœurs sont Maïa (l'ainée et mère d'Hermès), Alcyone, Astérope, Céléno, Électre et Taygète.
Elle a également un frère ou demi-frère, Hyas, et plusieurs autres sœurs ou demi-sœurs, les Hyades, enfants d'Atlas et de l'Océanide Éthra ou d'Atlas et Pléioné, Calypso (lorsque celle-ci est donnée comme fille d'Atlas) et les Hespérides, filles d'Atlas et d'Hespéris.

### Descendance
Mérope épouse Sisyphe, roi de Corinthe, de qui elle a trois enfants : Ornytion, Sinon et Glaucos (le père de Bellérophon). Pausanias en ajoute toutefois deux autres, Almos et Thersander. Elle est peut-être également la mère de Porphyrion, un fils de Sisyphe dont la mère n'est pas précisée.

## Mythologie

### Parmi les Pléiades
Dans une histoire, les Pléiades, avec leurs demi-sœurs les Hyades, étaient des compagnes vierges d'Artémis, la sœur jumelle d'Apollon et fille de Léto et Zeus, et protectrice des chasseurs et des animaux sauvages. Les Pléiades sont ici des nymphes et, avec leurs demi-sœurs, étaient appelées les Atlantides, les Modonodes ou les Nysiades qui, ensemble, étaient les gardiennes de Dionysos enfant.
Orion poursuivit les Pléiades après s'être pris de passion pour leur beauté et de leur grâce. Artémis demande alors à son père Zeus de protéger les Pléiades et, pour ce faire, ce dernier les transforme en étoiles. Artémis entre alors dans une grande colère car elle ne peut plus voir ses compagnes adorées et demande à son frère, Apollon, d'envoyer un scorpion géant pour chasser et tuer Orion. Zeus transforme ensuite Orion en une constellation afin qu'il continue à poursuivre les Pléiades dans les cieux.
Dans une autre légende, les sœurs sont transformées en étoiles par Zeus parce qu'Orion est tombé amoureux d'elles et a poursuivi sans relâche leur affection pendant 12 ans. Au début, elles furent transformées en colombes, mais plus tard, avec Orion, en étoiles afin que le chasseur Orion les poursuive à jamais.
Dans les deux légendes, les Pléiades ont été transformées en étoiles et maintenant, avec leurs demi-sœurs, les Hyades (qui sont mortes en pleurant leur frère mort Hyas), font partie de la constellation d'étoiles du Taureau.

### Mariage

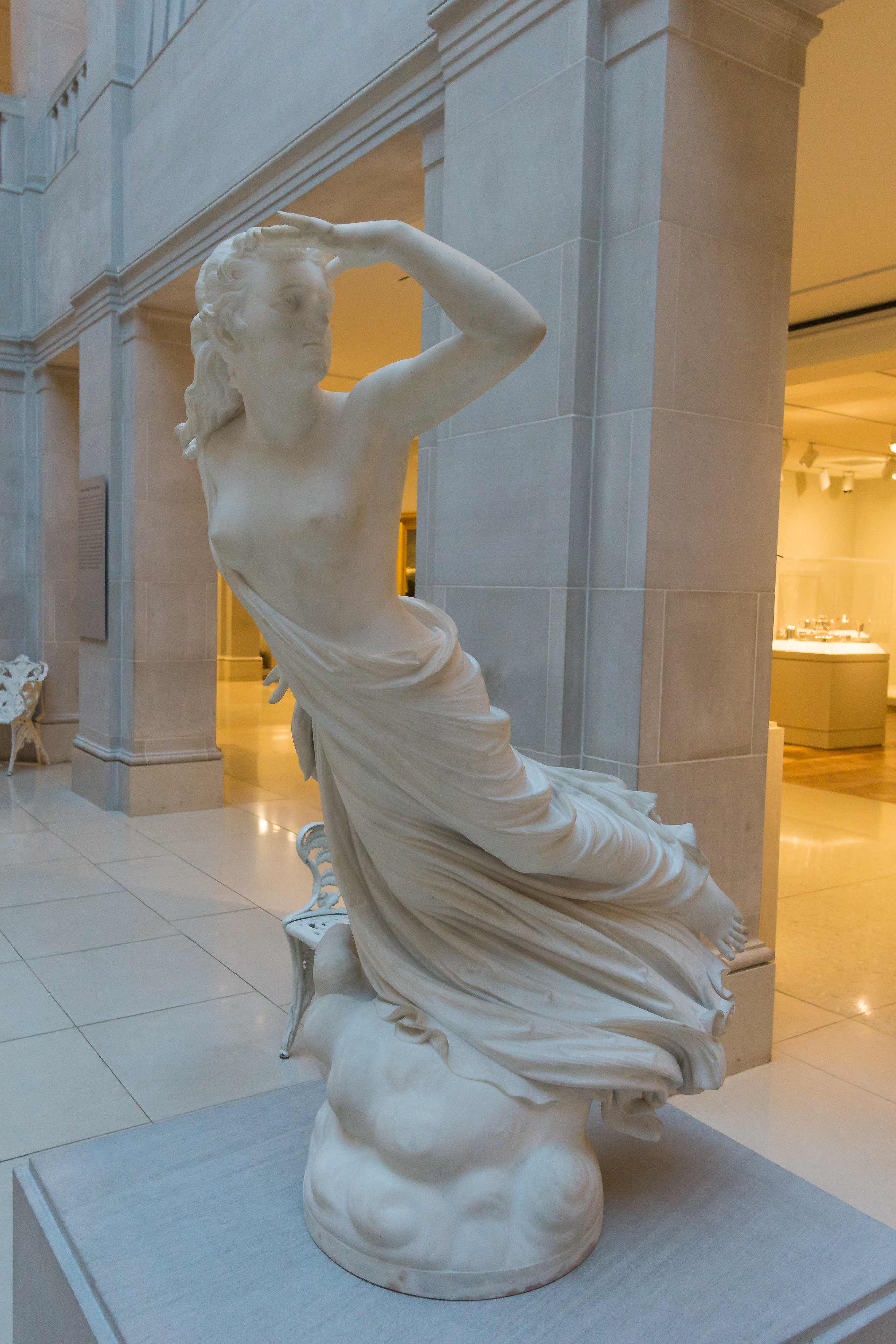
The Lost Pleiade (marble, 1874/75) par Randolph Rogers, Art Institute of Chicago.

Mérope est l'étoile avec la lumière la plus faible car elle est la seule des Pléiades à avoir épousé un mortel. Ses sœurs ont eu des relations avec des dieux et leur ont donné des fils, mais Mérope épousa Sisyphe et vécut sur l'île de Chios.
L'étoile Merope est souvent appelée la "Pléiade perdue" parce qu'elle n'a d'abord pas été vue par les astronomes ou cartographiée comme ses sœurs. Un mythe dit qu'elle a caché son visage de honte parce qu'elle avait eu une liaison avec un homme mortel. Un autre dit qu'elle est allée dans l'Hadès avec son mari, Sisyphe et que c'est pour ça qu'elle a disparu.
De son union avec Sisyphe naîtront plusieurs fils : Ornytion, Sinon, Glaucos, Almos, Thersander, et peut-être également Porphyrion.

## Postérité

### Littérature
- Merope Gaunt est le nom de la mère de Voldemort dans la série Harry Potter, nommée dans le sixième tome, Harry Potter et le Prince de sang-mêlé (2005). Elle épouse un Moldu contre la volonté de sa famille et donne naissance à un fils, Tom Marvolo Riddle, le futur Lord Voldemort.
- Merope est le nom de la mère absente du jeune protagoniste de The Game (2007) de Diana Wynne Jones.
- Merope est le vrai nom de la voyageuse du temps "Eileen O'Reilly" dans le roman Blitz (2010) de Connie Willis. Il convient car elle épouse un « contemporain » de l'époque à laquelle elle voyage dans le temps[incompréhensible].
- Mérope est l'héroïne de La Sœur disparue (2021), le septième tome de la série littéraire Les Sept Sœurs de Lucinda Riley.

### Jeux vidéo
- L'étoile Mérope (et le groupe des Pléiades) est impliquée dans un mystère extraterrestre en cours dans le jeu vidéo de simulation spatiale Elite: Dangerous ; spécifiquement la planète Merope 5c a été étrangement ciblée par des artefacts inconnus extraterrestres.

## Source
- Pausanias, Description de la Grèce [détail des éditions] [lire en ligne] (IX, 34, 10).